# Lenquerã
Lenquerã (em azeri: Lənkəran) é uma cidade e distrito do Azerbaijão. De acordo com o censo de 2019, havia 51 600 habitantes no centro urbano e 220 413 no distrito.

## Economia
Lanquerã se destaca pela produção de hortaliças. Também há fábricas processadoras de pescado. Além de produtos como as verduras e cítricos e o vinho, se prática a pecuária, e também se criam bicho da seda. Por ela passa a linha ferroviária que vai de Bacu até Astara .